# Liste des lieux patrimoniaux de Vancouver
Cet article recense les lieux patrimoniaux de la ville de Vancouver inscrit au répertoire des lieux patrimoniaux du Canada, qu'ils soient de niveau provincial, fédéral ou municipal.
Pour le reste du district régional du Grand Vancouver, voie liste des lieux patrimoniaux du Grand Vancouver

## Liste des lieux patrimoniaux
| [ 1 ] | Lieu patrimonial                                                              | Illustration                                                                 | Municipalité | Adresse                                     | Coordonnées      | No    | Constr. | Prot.                                | Rec. | Notes |
| ----- | ----------------------------------------------------------------------------- | ---------------------------------------------------------------------------- | ------------ | ------------------------------------------- | ---------------- | ----- | ------- | ------------------------------------ | ---- | ----- |
| M     | 102 Powell Street                                                             | 102 Powell Street                                                            | Vancouver    | 100 Powell Street                           | 49.283 -123.102  | 7881  | 1906    | Heritage Designation                 | 2003 |       |
| M     | 1050 Nicola Street                                                            | Téléverser                                                                   | Vancouver    | 1050 Nicola Street                          | 49.2859 -123.135 | 10865 |         | Heritage Designation                 | 1994 |       |
| M     | 106 West Hastings Street                                                      | Téléverser                                                                   | Vancouver    | 106 West Hastings Street                    | 49.2818 -123.108 | 8625  | 1905    | Community Heritage Register          | 1994 |       |
| M     | 1062 Richards Street                                                          | Téléverser                                                                   | Vancouver    | 1062 Richards Street                        | 49.2771 -123.122 | 11388 | 1908    | Community Heritage Register          | 2008 |       |
| M     | 108 West Hastings Street                                                      | 108 West Hastings Street                                                     | Vancouver    | 108 West Hastings Street                    | 49.2818 -123.108 | 8620  | 1905    | Community Heritage Register          | 1994 |       |
| M     | 1080 Richards Street                                                          | Téléverser                                                                   | Vancouver    | 1080 Richards Street                        | 49.2769 -123.122 | 11286 | 1907    | Community Heritage Register          | 2008 |       |
| M     | 111 East Pender Street                                                        | 111 East Pender Street                                                       | Vancouver    | 111 East Pender Street                      | 49.2807 -123.102 | 7770  | 1903    | Heritage Designation                 | 2003 |       |
| M     | 112 West Hastings Street                                                      | Téléverser                                                                   | Vancouver    | 112 West Hastings Street                    | 49.2818 -123.108 | 8621  | 1902    | Community Heritage Register          | 1994 |       |
| M     | 116 West Hastings Street                                                      | Téléverser                                                                   | Vancouver    | 116 West Hastings Street                    | 49.2818 -123.108 | 8622  | 1907    | Community Heritage Register          | 1994 |       |
| M     | 118 Alexander Street                                                          | Téléverser                                                                   | Vancouver    | 118 Alexander Street                        | 49.2837 -123.102 | 7949  | 1898    | Heritage Designation                 | 2003 |       |
| M     | 120 Powell Street                                                             | 120 Powell Street                                                            | Vancouver    | 120 Powell Street                           | 49.283 -123.102  | 7882  | 1910    | Community Heritage Register          | 1986 |       |
| M     | 123 East Hastings Street                                                      | Téléverser                                                                   | Vancouver    | 123 East Hastings Street                    | 49.2817 -123.101 | 8283  | 1903    | Community Heritage Register          | 1994 |       |
| M     | 1245 Harwood Street                                                           | Téléverser                                                                   | Vancouver    | 1245 Harwood Street                         | 49.2811 -123.136 | 11017 |         | Community Heritage Register          | 1994 |       |
| M     | 127 East Pender Street                                                        | 127 East Pender Street                                                       | Vancouver    | 127 East Pender Street                      | 49.2807 -123.101 | 7801  | 1908    | Heritage Designation                 | 2003 |       |
| M     | 135 East Pender Street                                                        | Téléverser                                                                   | Vancouver    | 135 East Pender Street                      | 49.2807 -123.101 | 7795  | 1923    | Heritage Designation                 | 2003 |       |
| M     | 1356 West 13th Avenue                                                         | Téléverser                                                                   | Vancouver    | 1356 West 13th Avenue                       | 49.2595 -123.135 | 10827 |         | Heritage Designation                 | 2005 |       |
| M     | 1386 Thurlow Street                                                           | Téléverser                                                                   | Vancouver    | 1386 Thurlow Street                         | 49.2783 -123.134 | 10666 | 1911    | Community Heritage Register          | 1994 |       |
| M     | 1390 Thurlow Street                                                           | Téléverser                                                                   | Vancouver    | 1390 Thurlow Street                         | 49.2783 -123.134 | 10667 | 1911    | Community Heritage Register          | 1994 |       |
| M     | 141 East Pender Street                                                        | 141 East Pender Street                                                       | Vancouver    | 141 East Pender Street                      | 49.2807 -123.101 | 10623 | 1921    | Heritage Designation                 | 2003 |       |
| M     | 144-146 Alexander Street                                                      | Téléverser                                                                   | Vancouver    | 118 Alexander Street                        | 49.2837 -123.101 | 7950  | 1913    | Heritage Designation                 | 2003 |       |
| M     | 150 West Hastings Street                                                      | 150 West Hastings Street                                                     | Vancouver    | 150 West Hastings Street                    | 49.282 -123.109  | 8680  | 1903    | Community Heritage Register          | 1994 |       |
| M     | 1504 Graveley Street                                                          | Téléverser                                                                   | Vancouver    | 1504 Graveley Street                        | 49.2703 -123.073 | 11019 | 1912    | Community Heritage Register          | 1994 |       |
| M     | 151 West Hastings Street                                                      | Téléverser                                                                   | Vancouver    | 151 West Hastings Street                    | 49.2826 -123.109 | 8682  | 1900    | Heritage Designation                 | 2003 |       |
| M     | 152 West Hastings Street                                                      | Téléverser                                                                   | Vancouver    | 152 West Hastings Street                    | 49.282 -123.109  | 8681  | 1901    | Community Heritage Register          | 1994 |       |
| M     | 157 Alexander Street                                                          | Téléverser                                                                   | Vancouver    | 157 Alexander Street                        | 49.2842 -123.1   | 7862  | 1913    | Community Heritage Register          | 1986 |       |
| M     | 1628 Marpole Avenue                                                           | 1628 Marpole Avenue                                                          | Vancouver    | 1628 Marpole Avenue                         | 49.2553 -123.141 | 10669 | 1911    | Community Heritage Register          | 1994 |       |
| M     | 163 East Hastings Street                                                      | Téléverser                                                                   | Vancouver    | 163 East Hastings Street                    | 49.2817 -123.101 | 8287  | 1903    | Community Heritage Register          | 1994 |       |
| M     | 166 East Pender Street                                                        | 166 East Pender Street                                                       | Vancouver    | 166 East Pender Street                      | 49.2802 -123.101 | 7804  | 1925    | Heritage Designation                 | 2003 |       |
| M     | 169 East Hastings Street                                                      | Téléverser                                                                   | Vancouver    | 169 East Hastings                           | 49.2817 -123.101 | 8288  | 1904    | Community Heritage Register          | 1994 |       |
| M     | 18 West Hastings Street                                                       | Téléverser                                                                   | Vancouver    | 18 West Hastings Street                     | 49.2814 -123.105 | 8618  | 1910    | Heritage Designation                 | 2003 |       |
| M     | 191 Alexander Street                                                          | Téléverser                                                                   | Vancouver    | 191 Alexander Street                        | 49.2843 -123.1   | 7863  | 1910    | Community Heritage Register          | 1986 |       |
| M     | 1927 West 17th Avenue                                                         | Téléverser                                                                   | Vancouver    | 1927 West 17th Avenue                       | 49.2565 -123.149 | 10668 | 1912    | Community Heritage Register          | 1994 |       |
| M     | 200 East Pender Street                                                        | 200 East Pender Street                                                       | Vancouver    | 200 East Pender Street                      | 49.2802 -123.099 | 10624 | 1895    | Heritage Designation                 | 2003 |       |
| M     | 21 East Hastings Street                                                       | Téléverser                                                                   | Vancouver    | 21 East Hastings Street                     | 49.2817 -123.104 | 8269  | 1914    | Heritage Designation                 | 2003 |       |
| M     | 212 East 38th Avenue                                                          | 212 East 38th Avenue                                                         | Vancouver    | 212 East 38th Avenue                        | 49.2361 -123.101 | 10665 | 1912    | Community Heritage Register          | 1994 |       |
| M     | 218 Keefer Street                                                             | Téléverser                                                                   | Vancouver    | 218 Keefer Street                           | 49.2792 -123.099 | 2746  | 1912    | Community Heritage Register          | 1986 |       |
| M     | 230-248 Jackson Avenue                                                        | Téléverser                                                                   | Vancouver    | 230-248 Jackson Avenue                      | 49.2824 -123.093 | 11255 | 1905    | Community Heritage Register          | 1994 |       |
| M     | 231 East Pender Street                                                        | 231 East Pender Street                                                       | Vancouver    | 231 East Pender Street                      | 49.2806 -123.099 | 7791  | 1931    | Heritage Designation                 | 2003 |       |
| M     | 252 East Georgia Street                                                       | Téléverser                                                                   | Vancouver    | 252 East Georgia Street                     | 49.2783 -123.098 | 2742  | 1916    | Community Heritage Register          | 1986 |       |
| M     | 27 Alexander Street                                                           | 27 Alexander Street                                                          | Vancouver    | 27 Alexander Street                         | 49.2837 -123.103 | 10744 |         | Heritage Designation                 | 1974 |       |
| M     | 27 East Pender Street                                                         | 27 East Pender Street                                                        | Vancouver    | 27 East Pender Street                       | 49.2807 -123.104 | 7834  | 1910    | Heritage Designation                 | 2003 |       |
| M     | 291 East Georgia Street                                                       | Téléverser                                                                   | Vancouver    | 291 East Georgia Street                     | 49.2787 -123.097 | 7891  | 1911    | Community Heritage Register          | 1986 |       |
| M     | 304 West 6th Avenue                                                           | Téléverser                                                                   | Vancouver    | 304 West 6th Avenue                         | 49.2655 -123.111 | 10696 | 1917    | Community Heritage Register          | 1994 |       |
| M     | 310 West Cordova Street                                                       | Téléverser                                                                   | Vancouver    | 310 West Cordova Street                     | 49.2835 -123.11  | 8564  | 1914    | Heritage Designation                 | 2003 |       |
| M     | 314-316 West Cordova Street                                                   | Téléverser                                                                   | Vancouver    | 314-316 West Cordova Street                 | 49.2836 -123.11  | 8565  | 1905    | Heritage Designation                 | 2003 |       |
| M     | 320 West Cordova Street                                                       | Téléverser                                                                   | Vancouver    | 320 West Cordova Street                     | 49.2836 -123.11  | 8567  | 1903    | Heritage Designation                 | 2003 |       |
| M     | 322 Cambie Street                                                             | Téléverser                                                                   | Vancouver    | 322 Cambie Street                           | 49.2829 -123.109 | 10662 | 1899    | Heritage Designation                 | 2003 |       |
| M     | 325 Carrall Street                                                            | Téléverser                                                                   | Vancouver    | 325 Carrall Street                          | 49.282 -123.105  | 8272  |         | Heritage Designation                 | 2003 |       |
| M     | 34 Powell Street                                                              | 34 Powell Street                                                             | Vancouver    | 34 Powell Street                            | 49.283 -123.103  | 7876  |         | Heritage Designation                 | 2003 |       |
| M     | 340 Cambie Street                                                             | Téléverser                                                                   | Vancouver    | 340 Cambie Street                           | 49.2828 -123.109 | 10663 |         | Heritage Designation                 | 2003 |       |
| M     | 41 Alexander Street                                                           | 41 Alexander Street                                                          | Vancouver    | 41 Alexander Street                         | 49.2837 -123.103 | 2813  | 1909    | Heritage Designation                 | 2003 |       |
| M     | 42 East Cordova Street                                                        | Téléverser                                                                   | Vancouver    | 42 East Cordova Street                      | 49.2821 -123.103 | 7901  | 1912    | Community Heritage Register          | 1986 |       |
| M     | 445 Gore Avenue                                                               | 445 Gore Avenue                                                              | Vancouver    | 445 Gore Avenue                             | 49.2806 -123.098 | 2743  | 1912    | Heritage Designation                 | 2003 |       |
| M     | 488 Carrall Street                                                            | Téléverser                                                                   | Vancouver    | 488 Carrall Street                          | 49.2808 -123.104 | 2810  | 1912    | Heritage Designation                 | 2003 |       |
| M     | 5 West Hastings Street                                                        | Téléverser                                                                   | Vancouver    | 5 West Hastings Street                      | 49.2819 -123.105 | 8616  |         | Heritage Designation                 | 2003 |       |
| M     | 50 East Cordova Street                                                        | Téléverser                                                                   | Vancouver    | 50 East Cordova Street                      | 49.2821 -123.103 | 7902  | 1912    | Community Heritage Register          | 1986 |       |
| M     | 509 Carrall Street                                                            | Téléverser                                                                   | Vancouver    | 509 Carrall Street                          | 49.2804 -123.105 | 7899  | 1901    | Heritage Designation                 | 2003 |       |
| M     | 511 Union Street                                                              | Téléverser                                                                   | Vancouver    | 511 Union Street                            | 49.2778 -123.093 | 10963 | 1891    | Heritage Designation                 | 2004 |       |
| M     | 52 Powell Street                                                              | 52 Powell Street                                                             | Vancouver    | 52 Powell Street                            | 49.2831 -123.103 | 7877  |         | Heritage Designation                 | 2003 |       |
| M     | 53 West Hastings Street                                                       | Téléverser                                                                   | Vancouver    | 53 West Hastings Street                     | 49.2821 -123.106 | 8619  | 1909    | Community Heritage Register          | 1994 |       |
| M     | 54 East Cordova Street                                                        | Téléverser                                                                   | Vancouver    | 54 East Cordova Street                      | 49.2821 -123.103 | 7903  | 1912    | Community Heritage Register          | 1986 |       |
| M     | 55 Powell Street                                                              | 55 Powell Street                                                             | Vancouver    | 55 Powell Street                            | 49.2835 -123.103 | 7892  |         | Heritage Designation                 | 2003 |       |
| M     | 550 Beatty Street                                                             | 550 Beatty Street                                                            | Vancouver    | 550 Beatty Street                           | 49.2803 -123.109 | 7722  |         | Community Heritage Register          | 1994 |       |
| M     | 56 Powell Street                                                              | 56 Powell Street                                                             | Vancouver    | 56 Powell Street                            | 49.2831 -123.103 | 7878  |         | Heritage Designation                 | 2003 |       |
| M     | 560 Beatty Street                                                             | Téléverser                                                                   | Vancouver    | 560 Beatty Street                           | 49.2801 -123.11  | 7731  | 1908    | Community Heritage Register          | 1994 |       |
| M     | 564 Beatty Street                                                             | Téléverser                                                                   | Vancouver    | 564 Beatty Street                           | 49.28 -123.11    | 7732  |         | Community Heritage Register          | 1994 |       |
| M     | 58 Powell Street                                                              | 58 Powell Street                                                             | Vancouver    | 58 Powell Street                            | 49.2831 -123.103 | 7879  | 1910    | Heritage Designation                 | 2003 |       |
| M     | 596 West 18th Avenue                                                          | Téléverser                                                                   | Vancouver    | 596 West 18th Avenue                        | 49.2549 -123.118 | 10694 | 1908    | Community Heritage Register          | 1994 |       |
| M     | 633 East Hastings Street                                                      | 633 East Hastings Street                                                     | Vancouver    | 633 East Hastings Street                    | 49.2815 -123.091 | 8512  | 1940    | Community Heritage Register          | 1994 |       |
| M     | 7 West Hastings Street                                                        | Téléverser                                                                   | Vancouver    | 7 West Hastings Street                      | 49.2819 -123.105 | 8617  | 1900    | Heritage Designation                 | 2003 |       |
| M     | 80 East Pender Street                                                         | 80 East Pender Street                                                        | Vancouver    | 80 East Pender Street                       | 49.2802 -123.103 | 7837  | 1911    | Heritage Designation                 | 2003 |       |
| M     | 827-863 Hamilton Street                                                       | 827-863 Hamilton Street                                                      | Vancouver    | 827-863 Hamilton Street                     | 49.2786 -123.117 | 11161 |         | Heritage Designation                 | 1974 |       |
| M     | A. MacDonald and Company Building                                             | A. MacDonald and Company Building                                            | Vancouver    | 40 Powell Street                            | 49.283 -123.103  | 2257  | 1898    | Heritage Designation                 | 2003 |       |
| M     | Abrams Block                                                                  | Abrams Block                                                                 | Vancouver    | 212 Carrall Street                          | 49.2829 -123.104 | 2512  | 1887    | Heritage Designation                 | 2003 |       |
| M     | Afton Hotel                                                                   | Afton Hotel                                                                  | Vancouver    | 249 East Hastings Street                    | 49.2816 -123.098 | 8507  | 1912    | Community Heritage Register          | 1994 |       |
| M     | Alexander Residence                                                           | Alexander Residence                                                          | Vancouver    | 58 Alexander Street                         | 49.2835 -123.103 | 2811  | 1912    | Heritage Designation                 | 2003 |       |
| F     | Ancien bureau de poste principal                                              | Ancien bureau de poste principal                                             | Vancouver    | 701 West Hastings Street                    | 49.286 -123.117  | 14821 | 1910    | Classified Federal Heritage Building | 1983 |       |
| M     | Arco Hotel                                                                    | Téléverser                                                                   | Vancouver    | 81 West Pender Street                       | 49.2812 -123.107 | 7743  | 1912    | Community Heritage Register          | 1994 |       |
| M     | Arlington Hotel                                                               | Téléverser                                                                   | Vancouver    | 302 West Cordova Street                     | 49.2834 -123.11  | 8563  | 1887    | Heritage Designation                 | 2003 |       |
| M     | Atlantic Furnished Rooms                                                      | Téléverser                                                                   | Vancouver    | 81 West Cordova Street                      | 49.283 -123.107  | 2540  | 1906    | Heritage Designation                 | 2003 |       |
| M     | B.C. & Yukon Chamber of Mines Building                                        | B.C. & Yukon Chamber of Mines Building                                       | Vancouver    | 840 West Hastings Street                    | 49.2861 -123.116 | 10826 | 1926    | Heritage Designation                 | 2005 |       |
| M     | B.C. Market Company Building                                                  | B.C. Market Company Building                                                 | Vancouver    | 25 Alexander Street                         | 49.2837 -123.104 | 2507  | 1907    | Heritage Designation                 | 2003 |       |
| M     | B.C. Permanent Building                                                       | B.C. Permanent Building                                                      | Vancouver    | 330 West Pender Street                      | 49.2823 -123.112 | 6842  | 1907    | Heritage Designation                 | 1986 |       |
| M     | B.C. Plate Glass and Importing Co. Building                                   | B.C. Plate Glass and Importing Co. Building                                  | Vancouver    | 157 Water Street                            | 49.2845 -123.108 | 2537  | 1906    | Heritage Designation                 | 2003 |       |
| M     | BC Collateral and Loan Buildings                                              | Téléverser                                                                   | Vancouver    | 77 East Hastings Street                     | 49.2817 -123.103 | 5260  | 1902    | Community Heritage Register          | 2006 |       |
| M     | BC Electric Railway Company Terminal                                          | Téléverser                                                                   | Vancouver    | 425 Carrall Street                          | 49.2811 -123.105 | 2609  | 1911    | Heritage Designation                 | 2003 |       |
| M     | Balmoral Hotel                                                                | Téléverser                                                                   | Vancouver    | 159 East Hastings Street                    | 49.2817 -123.101 | 8285  | 1912    | Community Heritage Register          | 1994 |       |
| M     | Bank of British Columbia                                                      | Téléverser                                                                   | Vancouver    | 422 Richards Street                         | 49.2837 -123.112 | 7943  | 1891    | Community Heritage Register          | 1986 |       |
| M     | Bank of Commerce                                                              | Téléverser                                                                   | Vancouver    | 501 Main Street                             | 49.2802 -123.1   | 2752  | 1915    | Heritage Designation                 | 2003 |       |
| M     | Bank of Nova Scotia                                                           | Téléverser                                                                   | Vancouver    | 426 West Hastings Street                    | 49.2835 -123.112 | 7932  | 1904    | Community Heritage Register          | 1986 |       |
| M     | Bayview Community School                                                      | Téléverser                                                                   | Vancouver    | 2251 Collingwood Street                     | 49.2664 -123.183 | 11313 | 1914    | Community Heritage Register          | 1994 |       |
| M     | Beach Town House Apartments                                                   | Téléverser                                                                   | Vancouver    | 1949 Beach Avenue                           | 49.2892 -123.143 | 8775  | 1949    | Community Heritage Register          | 2004 |       |
| M     | Beckett House                                                                 | Téléverser                                                                   | Vancouver    | 125 Boundary Road                           | 49.2836 -123.024 | 11020 | 1928    | Community Heritage Register          | 2007 |       |
| M     | Belmont Building                                                              | Téléverser                                                                   | Vancouver    | 241 East Hastings Street                    | 49.2816 -123.099 | 8502  | 1904    | Community Heritage Register          | 1994 |       |
| M     | Blair House                                                                   | Téléverser                                                                   | Vancouver    | 1550 Harwood Street                         | 49.2833 -123.141 | 11016 | 1921    | Community Heritage Register          | 1994 |       |
| M     | Bloedel Conservatory                                                          | Bloedel Conservatory                                                         | Vancouver    | 4600 Cambie Street                          | 49.2421 -123.114 | 8776  | 1969    | Community Heritage Register          | 1993 |       |
| M     | Bodega Hotel                                                                  | Bodega Hotel                                                                 | Vancouver    | 225 Carrall Street                          | 49.2829 -123.105 | 2514  | 1900    | Heritage Designation                 | 2003 |       |
| M     | Boeur House and Cottage                                                       | Téléverser                                                                   | Vancouver    | 3532 West 5th Avenue                        | 49.2674 -123.183 | 10923 | 1912    | Heritage Designation                 | 2004 |       |
| M     | Boulder Hotel                                                                 | Téléverser                                                                   | Vancouver    | 9 West Cordova Street                       | 49.2827 -123.105 | 2530  | 1890    | Heritage Designation                 | 2003 |       |
| M     | Bowman Block                                                                  | Bowman Block                                                                 | Vancouver    | 522 Beatty Street                           | 49.2807 -123.109 | 2046  | 1906    | Heritage Designation                 | 2005 |       |
| M     | Boyd Building                                                                 | Téléverser                                                                   | Vancouver    | 88 East Cordova Street                      | 49.2821 -123.103 | 7911  |         | Community Heritage Register          | 1986 |       |
| M     | British Columbia Securities Building                                          | British Columbia Securities Building                                         | Vancouver    | 402 West Pender Street                      | 49.2827 -123.112 | 7938  | 1912    | Community Heritage Register          | 1986 |       |
| M     | Brown and Company Warehouse                                                   | Brown and Company Warehouse                                                  | Vancouver    | 171 Water Street                            | 49.2845 -123.108 | 2539  | 1903    | Heritage Designation                 | 2003 |       |
| M     | Brunswick Pool Room                                                           | Téléverser                                                                   | Vancouver    | 26 East Hastings Street                     | 49.2811 -123.104 | 8280  | 1911    | Community Heritage Register          | 1986 |       |
| M     | Burns Block                                                                   | Burns Block                                                                  | Vancouver    | 342 Water Street                            | 49.2843 -123.11  | 2554  | 1899    | Heritage Designation                 | 2003 |       |
| M     | Byrnes Block                                                                  | Byrnes Block                                                                 | Vancouver    | 2 Water Street                              | 49.2832 -123.105 | 2529  | 1887    | Heritage Designation                 | 2003 |       |
| F     | Bâtiment 1, édifice de l’administration                                       | Téléverser                                                                   | Vancouver    | 1200 Stanley Park Drive                     | 49.296 -123.123  | 10841 | 1943    | Recognized Federal Heritage Building | 1997 |       |
| F     | Bâtiment R. V. Winch                                                          | Téléverser                                                                   | Vancouver    | 739 West Hastings Street                    | 49.25 -123.117   | 4154  | 1909    | Recognized Federal Heritage Building | 1983 |       |
| M     | Callister Block                                                               | Téléverser                                                                   | Vancouver    | 30 West Cordova Street                      | 49.2824 -123.106 | 8559  | 1891    | Heritage Designation                 | 2003 |       |
| M     | Cambie Heritage Boulevard                                                     | Téléverser                                                                   | Vancouver    | 4100-8400 Cambie Street                     | 49.2299 -123.117 | 11506 |         | Heritage Designation                 | 1993 |       |
| M     | Cambie Hotel                                                                  | Cambie Hotel                                                                 | Vancouver    | 310 Cambie Street                           | 49.2831 -123.109 | 2802  | 1900    | Heritage Designation                 | 2003 |       |
| M     | Campbell House                                                                | Téléverser                                                                   | Vancouver    | 2728 Pandora Street                         | 49.2827 -123.049 | 10968 | 1928    | Heritage Designation                 | 2004 |       |
| M     | Canada Permanent Building                                                     | Téléverser                                                                   | Vancouver    | 432 Richards                                | 49.2835 -123.112 | 6841  | 1912    | Heritage Designation                 | 1986 |       |
| M     | Canadian Pacific Telegraph Building                                           | Téléverser                                                                   | Vancouver    | 432 West Hastings Street                    | 49.2836 -123.112 | 7962  | 1901    | Community Heritage Register          | 1986 |       |
| M     | Canuck Place                                                                  | Téléverser                                                                   | Vancouver    | 1690 Matthews Avenue                        | 49.2517 -123.143 | 11157 | 1910    | Heritage Designation                 | 1974 |       |
| M     | Centre Carnegie                                                               | Centre Carnegie                                                              | Vancouver    | 401 Main Street                             | 49.2811 -123.1   | 2749  | 1903    | Heritage Designation                 | 2003 |       |
| M     | Central City Mission                                                          | Téléverser                                                                   | Vancouver    | 233 Abbott Street                           | 49.2833 -123.107 | 2503  | 1911    | Heritage Designation                 | 2003 |       |
| M     | Ceperley Rounsfell Building                                                   | Ceperley Rounsfell Building                                                  | Vancouver    | 848 West Hastings Street                    | 49.2862 -123.116 | 10825 | 1921    | Heritage Designation                 | 2005 |       |
| M     | Chan House                                                                    | Téléverser                                                                   | Vancouver    | 658 Keefer Street                           | 49.279 -123.09   | 10866 | 1906    | Community Heritage Register          | 1994 |       |
| M     | Cheng Wing Yeong Tong Society Building                                        | Cheng Wing Yeong Tong Society Building                                       | Vancouver    | 79 East Pender Street                       | 49.2807 -123.103 | 7836  | 1911    | Heritage Designation                 | 2003 |       |
| M     | Chin Wing Chun Society Building                                               | Chin Wing Chun Society Building                                              | Vancouver    | 158 East Pender Street                      | 49.2802 -123.101 | 7803  | 1925    | Heritage Designation                 | 2003 |       |
| M     | Chinese Benevolent Association Building                                       | Chinese Benevolent Association Building                                      | Vancouver    | 104 East Pender Street                      | 49.2802 -123.102 | 7800  | 1909    | Heritage Designation                 | 2003 |       |
| M     | Chinese Freemasons Building                                                   | Chinese Freemasons Building                                                  | Vancouver    | 5 West Pender Street                        | 49.2808 -123.105 | 1511  | 1907    | Heritage Designation                 | 2003 |       |
| M     | Chinese School                                                                | Chinese School                                                               | Vancouver    | 121 East Pender Street                      | 49.2807 -123.101 | 7794  | 1910    | Heritage Designation                 | 2003 |       |
| M     | Chinese Theatre                                                               | Chinese Theatre                                                              | Vancouver    | 124 East Pender Street                      | 49.2802 -123.102 | 7771  |         | Heritage Designation                 | 2003 |       |
| M     | Chinese Times Building                                                        | Chinese Times Building                                                       | Vancouver    | 1 East Pender Street                        | 49.2807 -123.104 | 1187  | 1902    | Heritage Designation                 | 2003 |       |
| M     | Chrysler Building                                                             | Chrysler Building                                                            | Vancouver    | 26 SW Marine Drive                          | 49.2109 -123.107 | 11254 | 1956    | Heritage Designation                 | 2008 |       |
| M     | City Hotel                                                                    | City Hotel                                                                   | Vancouver    | 90 Alexander Street                         | 49.2835 -123.102 | 2812  | 1912    | Heritage Designation                 | 2003 |       |
| M     | Clark House                                                                   | Téléverser                                                                   | Vancouver    | 132 West 10th Avenue                        | 49.2619 -123.108 | 10961 | 1888    | Heritage Designation                 | 2003 |       |
| M     | Coastal Church                                                                | Téléverser                                                                   | Vancouver    | 1160 West Georgia Street                    | 49.2864 -123.125 | 11022 | 1919    | Heritage Designation                 | 2003 |       |
| M     | Commercial Block                                                              | Téléverser                                                                   | Vancouver    | 211 Columbia Street                         | 49.283 -123.103  | 2808  | 1893    | Heritage Designation                 | 2003 |       |
| M     | Condie Residence                                                              | Condie Residence                                                             | Vancouver    | 335 West 11th Avenue                        | 49.2615 -123.112 | 10671 | 1912    | Community Heritage Register          | 1994 |       |
| M     | Cook Block                                                                    | Téléverser                                                                   | Vancouver    | 105 West Cordova Street                     | 49.2832 -123.107 | 2505  | 1909    | Heritage Designation                 | 2003 |       |
| M     | Crane Building                                                                | Crane Building                                                               | Vancouver    | 540 Beatty Street                           | 49.2805 -123.109 | 2047  | 1912    | Community Heritage Register          | 2005 |       |
| M     | Crosby House                                                                  | Téléverser                                                                   | Vancouver    | 1529 West 33rd Avenue                       | 49.2422 -123.141 | 10965 | 1938    | Community Heritage Register          | 1994 |       |
| M     | Curry Residence                                                               | Téléverser                                                                   | Vancouver    | 3409 Arbutus Street                         | 49.256 -123.153  | 10670 | 1930    | Community Heritage Register          | 1994 |       |
| M     | Dal Grauer Substation                                                         | Téléverser                                                                   | Vancouver    | 944 Burrard Street                          | 49.2815 -123.125 | 8777  | 1954    | Community Heritage Register          | 1993 |       |
| M     | Dawson Building                                                               | Téléverser                                                                   | Vancouver    | 375 Main Street                             | 49.2816 -123.1   | 8556  | 1912    | Community Heritage Register          | 1994 |       |
| M     | Des Brisay Block                                                              | Des Brisay Block                                                             | Vancouver    | 122 Water Street                            | 49.2836 -123.107 | 2786  | 1913    | Heritage Designation                 | 2003 |       |
| M     | Desrosiers Block                                                              | Téléverser                                                                   | Vancouver    | 6 East Hastings Street                      | 49.2811 -123.104 | 8271  | 1901    | Heritage Designation                 | 2003 |       |
| M     | Dodek Residence                                                               | Téléverser                                                                   | Vancouver    | 6821 Laurel Street                          | 49.2235 -123.126 | 8778  | 1958    | Heritage Designation                 | 2005 |       |
| M     | Dominion Building                                                             | Dominion Building                                                            | Vancouver    | 207 West Hastings Street                    | 49.283 -123.11   | 8684  | 1910    | Heritage Designation                 | 2003 |       |
| M     | Dominion Hotel                                                                | Dominion Hotel                                                               | Vancouver    | 210 Abbott Street                           | 49.2836 -123.106 | 2502  | 1901    | Heritage Designation                 | 2003 |       |
| M     | Dougall House                                                                 | Téléverser                                                                   | Vancouver    | 306 Abbott Street                           | 49.2827 -123.107 | 2804  | 1890    | Heritage Designation                 | 2003 |       |
| M     | Downs Residence                                                               | Téléverser                                                                   | Vancouver    | 6275 Dunbar Street                          | 49.2295 -123.186 | 8268  | 1959    | Community Heritage Register          | 1996 |       |
| M     | Dumoine Lodge                                                                 | Téléverser                                                                   | Vancouver    | 1498 Laurier Avenue                         | 49.2505 -123.138 | 10964 | 1912    | Heritage Designation                 | 2005 |       |
| M     | Dunn Block                                                                    | Dunn Block                                                                   | Vancouver    | 110 Carrall Street                          | 49.2837 -123.104 | 2506  | 1900    | Heritage Designation                 | 2003 |       |
| M     | Dunn-Miller Block                                                             | Téléverser                                                                   | Vancouver    | 8 West Cordova Street                       | 49.2823 -123.105 | 8557  | 1888    | Heritage Designation                 | 2003 |       |
| F     | École de gendarmerie Fairmont                                                 | École de gendarmerie Fairmont                                                | Vancouver    | 4949 Heather Street                         | 49.2393 -123.122 | 4766  | 1920    | ÉFP reconnu                          | 1989 |       |
| M     | Edgett Building                                                               | Téléverser                                                                   | Vancouver    | 440 Cambie Street                           | 49.2817 -123.11  | 6507  | 1911    | Community Heritage Register          | 1994 |       |
| F     | Édifice de l’administration                                                   | Téléverser                                                                   | Vancouver    | 657 West 37th Avenue                        | 49.2239 -123.119 | 9493  | 1953    | Recognized Federal Heritage Building | 1997 |       |
| M     | Edward Hotel                                                                  | Téléverser                                                                   | Vancouver    | 302 Water Street                            | 49.2841 -123.109 | 2547  | 1906    | Heritage Designation                 | 2003 |       |
| F     | Entrepôt de vérification des douanes                                          | Téléverser                                                                   | Vancouver    | 326 Howe Street                             | 49.25 -123.117   | 4153  | 1913    | Recognized Federal Heritage Building | 1983 |       |
| M     | Europe Hotel                                                                  | Europe Hotel                                                                 | Vancouver    | 43 Powell Street                            | 49.2834 -123.103 | 7960  | 1909    | Heritage Designation                 | 2003 |       |
| M     | Europe Hotel Annex                                                            | Europe Hotel Annex                                                           | Vancouver    | 43 Powell Street                            | 49.2834 -123.103 | 7961  | 1886    | Heritage Designation                 | 2003 |       |
| M     | Evergreen Building                                                            | Téléverser                                                                   | Vancouver    | 1285 West Pender Street                     | 49.2891 -123.125 | 10822 | 1980    | Community Heritage Register          | 2006 |       |
| M     | F. Morgan Building                                                            | F. Morgan Building                                                           | Vancouver    | 242 East Hastings Street                    | 49.281 -123.099  | 8508  | 1910    | Community Heritage Register          | 1994 |       |
| M     | F.R. Stewart and Company Building                                             | F.R. Stewart and Company Building                                            | Vancouver    | 131 Water Street                            | 49.2844 -123.107 | 2542  | 1910    | Heritage Designation                 | 2003 |       |
| M     | Federal Motor Company Building                                                | Federal Motor Company Building                                               | Vancouver    | 1295 Seymour Street                         | 49.2757 -123.127 | 10824 | 1920    | Heritage Designation                 | 2005 |       |
| M     | Ferguson Block                                                                | Téléverser                                                                   | Vancouver    | 6 Powell Street                             | 49.2831 -123.104 | 2522  | 1887    | Heritage Designation                 | 2003 |       |
| M     | Ferrera Court                                                                 | Ferrera Court                                                                | Vancouver    | 504 East Hastings Street                    | 49.2809 -123.093 | 8511  | 1912    | Community Heritage Register          | 1994 |       |
| M     | Filion Block                                                                  | Téléverser                                                                   | Vancouver    | 204 Carrall Street                          | 49.283 -123.104  | 2511  | 1889    | Heritage Designation                 | 2003 |       |
| M     | First Baptist Church                                                          | Téléverser                                                                   | Vancouver    | 969 Burrard Street                          | 49.2817 -123.126 | 10919 | 1911    | Heritage Designation                 | 2005 |       |
| M     | First Rogers Block                                                            | Téléverser                                                                   | Vancouver    | 303 West Hastings Street                    | 49.283 -123.11   | 7929  | 1894    | Community Heritage Register          | 1986 |       |
| M     | Flack Block                                                                   | Flack Block                                                                  | Vancouver    | 163 West Hastings Street                    | 49.2826 -123.109 | 5094  | 1900    | Heritage Designation                 | 2003 |       |
| M     | Fleck Brothers Building                                                       | Fleck Brothers Building                                                      | Vancouver    | 103 Powell Street                           | 49.2835 -123.102 | 7893  | 1911    | Heritage Designation                 | 2003 |       |
| M     | Former B.C. Hydro Building                                                    | Former B.C. Hydro Building                                                   | Vancouver    | 989 Nelson Street                           | 49.2811 -123.125 | 8779  | 1957    | Heritage Designation                 | 1993 |       |
| M     | Former Vancouver Public Library                                               | Téléverser                                                                   | Vancouver    | 750 Burrard Street                          | 49.2834 -123.122 | 8944  | 1957    | Heritage Designation                 | 1994 |       |
| M     | Fortin Building                                                               | Téléverser                                                                   | Vancouver    | 57 West Cordova Street                      | 49.283 -123.106  | 2517  | 1909    | Heritage Designation                 | 2003 |       |
| M     | Fountain Chapel                                                               | Téléverser                                                                   | Vancouver    | 823 Jackson Avenue                          | 49.2769 -123.094 | 10695 | 1904    | Community Heritage Register          | 1994 |       |
| M     | Gardner Residence                                                             | Téléverser                                                                   | Vancouver    | 3152 West 49th Avenue                       | 49.2268 -123.175 | 8784  | 1958    | Heritage Designation                 | 1994 |       |
| F     | Gare du Canadien National / VIA Rail                                          | Gare du Canadien National / VIA Rail                                         | Vancouver    | 1150 Station Street                         | 49.274 -123.098  | 4527  | 1917    | GFP                                  | 1991 |       |
| M     | General Gordon Elementary School                                              | Téléverser                                                                   | Vancouver    | 2896 West 6th Avenue                        | 49.266 -123.17   | 11311 | 1913    | Community Heritage Register          | 1994 |       |
| M     | General Wolfe Elementary School                                               | General Wolfe Elementary School                                              | Vancouver    | 4251 Ontario Street                         | 49.2473 -123.106 | 11308 | 1912    | Community Heritage Register          | 1994 |       |
| M     | Glenesk Residence                                                             | Glenesk Residence                                                            | Vancouver    | 2978 West 5th Avenue                        | 49.2673 -123.172 | 10693 | 1920    | Community Heritage Register          | 1994 |       |
| M     | Granville Hotel                                                               | Téléverser                                                                   | Vancouver    | 24-26 Water Street                          | 49.2832 -123.105 | 1521  | 1890    | Heritage Designation                 | 2003 |       |
| M     | Great Western Hotel                                                           | Great Western Hotel                                                          | Vancouver    | 110 Cambie Street                           | 49.2845 -123.108 | 2508  | 1902    | Heritage Designation                 | 2003 |       |
| M     | Greenshields Building                                                         | Greenshields Building                                                        | Vancouver    | 341 & 345 Water Street                      | 49.2848 -123.11  | 2555  | 1902    | Heritage Designation                 | 2003 |       |
| M     | Hampton Hotel                                                                 | Hampton Hotel                                                                | Vancouver    | 124 Powell Street                           | 49.283 -123.101  | 7883  | 1912    | Community Heritage Register          | 1986 |       |
| M     | Hanning House                                                                 | Téléverser                                                                   | Vancouver    | 1826 Blanca Street                          | 49.2712 -123.215 | 10921 |         | Heritage Designation                 | 2004 |       |
| M     | Harbour Block                                                                 | Harbour Block                                                                | Vancouver    | 73 Alexander Street                         | 49.2838 -123.103 | 7860  | 1926    | Heritage Designation                 | 2003 |       |
| M     | Harper Warehouse                                                              | Harper Warehouse                                                             | Vancouver    | 151 Water Street                            | 49.2844 -123.108 | 2541  | 1912    | Heritage Designation                 | 2003 |       |
| M     | Hartney Chambers                                                              | Hartney Chambers                                                             | Vancouver    | 347 West Pender Street                      | 49.2828 -123.112 | 7937  | 1909    | Community Heritage Register          | 1986 |       |
| M     | Henderson Block                                                               | Téléverser                                                                   | Vancouver    | 122 West Hastings Street                    | 49.2819 -123.108 | 8623  | 1899    | Community Heritage Register          | 1994 |       |
| M     | Hendrix House                                                                 | Téléverser                                                                   | Vancouver    | 827 East Georgia Street                     | 49.2786 -123.087 | 10967 | 1905    | Heritage Designation                 | 2006 |       |
| M     | Hickey Block                                                                  | Téléverser                                                                   | Vancouver    | 228 Abbott Street                           | 49.2832 -123.106 | 2510  | 1889    | Heritage Designation                 | 1974 |       |
| M     | Holden Building                                                               | Téléverser                                                                   | Vancouver    | 16 East Hastings Street                     | 49.2811 -123.104 | 7982  | 1911    | Heritage Designation                 | 2003 |       |
| M     | Holland Block                                                                 | Téléverser                                                                   | Vancouver    | 350 Water Street                            | 49.2844 -123.11  | 2559  | 1892    | Heritage Designation                 | 2003 |       |
| M     | Homer Street Arcade                                                           | Homer Street Arcade                                                          | Vancouver    | 332 Water Street                            | 49.2842 -123.11  | 2553  | 1912    | Heritage Designation                 | 2003 |       |
| M     | Horne Block                                                                   | Téléverser                                                                   | Vancouver    | 313 Cambie Street                           | 49.2833 -123.109 | 8273  | 1890    | Heritage Designation                 | 2003 |       |
| M     | Hotel Connaught                                                               | Hotel Connaught                                                              | Vancouver    | 435 West Pender Street                      | 49.2834 -123.112 | 7942  | 1913    | Community Heritage Register          | 1986 |       |
| M     | Hotel Empress                                                                 | Hotel Empress                                                                | Vancouver    | 235 East Hastings Street                    | 49.2816 -123.099 | 8465  | 1913    | Community Heritage Register          | 1994 |       |
| M     | Hotel Georgia                                                                 | Hotel Georgia                                                                | Vancouver    | 801 West Georgia Street                     | 49.2836 -123.119 | 11158 | 1927    | Heritage Designation                 | 1974 |       |
| M     | Hotel Metropole                                                               | Téléverser                                                                   | Vancouver    | 320 Abbott Street                           | 49.2825 -123.107 | 2801  | 1910    | Heritage Designation                 | 2003 |       |
| M     | Hotel Stanley                                                                 | Hotel Stanley                                                                | Vancouver    | 36 Blood Alley Square                       | 49.2828 -123.105 | 2531  | 1906    | Heritage Designation                 | 2003 |       |
| M     | Hotel Winters                                                                 | Hotel Winters                                                                | Vancouver    | 102 Water Street                            | 49.2837 -123.107 | 2528  | 1907    | Heritage Designation                 | 2003 |       |
| M     | Hudson's Bay Company Warehouse                                                | Hudson's Bay Company Warehouse                                               | Vancouver    | 321 Water Street                            | 49.2847 -123.109 | 2552  | 1894    | Heritage Designation                 | 2003 |       |
| M     | Hutchinson Block                                                              | Hutchinson Block                                                             | Vancouver    | 429 West Pender Street                      | 49.2833 -123.112 | 7940  | 1910    | Community Heritage Register          | 1986 |       |
| M     | International Order of Odd Fellows Hall                                       | Téléverser                                                                   | Vancouver    | 505 Hamilton Street                         | 49.2821 -123.111 | 6508  | 1906    | Community Heritage Register          | 1994 |       |
| M     | J.W. Horne Block                                                              | J.W. Horne Block                                                             | Vancouver    | 315 West Cordova Street                     | 49.284 -123.109  | 2520  | 1889    | Heritage Designation                 | 2003 |       |
| M     | John Oliver Secondary School                                                  | John Oliver Secondary School                                                 | Vancouver    | 530 East 41st Avenue                        | 49.2319 -123.093 | 10626 | 1965    | Community Heritage Register          | 1996 |       |
| M     | Jones Block                                                                   | Téléverser                                                                   | Vancouver    | 407 West Cordova Street                     | 49.2844 -123.11  | 2521  | 1890    | Heritage Designation                 | 2003 |       |
| M     | Kane Block                                                                    | Kane Block                                                                   | Vancouver    | 50 Water Street                             | 49.2835 -123.106 | 1173  | 1906    | Heritage Designation                 | 2003 |       |
| M     | Kelly, Douglas and Co. Warehouse                                              | Kelly, Douglas and Co. Warehouse                                             | Vancouver    | 375 Water Street                            | 49.2849 -123.11  | 2558  | 1905    | Heritage Designation                 | 2003 |       |
| M     | Kendrick House                                                                | Kendrick House                                                               | Vancouver    | 2543 Pandora Street                         | 49.2832 -123.053 | 10966 | 1928    | Community Heritage Register          | 2004 |       |
| M     | King Block                                                                    | Téléverser                                                                   | Vancouver    | 224 East Georgia Street                     | 49.2783 -123.099 | 7890  | 1911    | Community Heritage Register          | 1986 |       |
| M     | Kitsilano Secondary School                                                    | Téléverser                                                                   | Vancouver    | 2550 West 10th Avenue                       | 49.2621 -123.164 | 10625 | 1958    | Community Heritage Register          | 1993 |       |
| M     | L'École Bilingue                                                              | Téléverser                                                                   | Vancouver    | 1166 West 14th Avenue                       | 49.2583 -123.13  | 11310 | 1910    | Community Heritage Register          | 1994 |       |
| M     | Laura Secord Elementary School                                                | Téléverser                                                                   | Vancouver    | 2500 Lakewood Drive                         | 49.2617 -123.061 | 11307 | 1913    | Community Heritage Register          | 1994 |       |
| M     | Leckie Building                                                               | Téléverser                                                                   | Vancouver    | 220 Cambie Street                           | 49.284 -123.108  | 2509  | 1908    | Heritage Designation                 | 2003 |       |
| M     | Leeson, Dickie, Gross & Co. Warehouse                                         | Leeson, Dickie, Gross & Co. Warehouse                                        | Vancouver    | 134 Abbott Street                           | 49.2841 -123.106 | 2501  | 1909    | Heritage Designation                 | 2003 |       |
| M     | Leslie House                                                                  | Téléverser                                                                   | Vancouver    | 1380 Hornby Street                          | 49.2764 -123.131 | 10697 | 1888    | Heritage Designation                 | 1974 |       |
| F     | Lieu historique national du Canada de Marpole Midden                          | Lieu historique national du Canada de Marpole Midden                         | Vancouver    | Marpole Park, 73rd Avenue at Cartier Street | 49.2052 -123.138 | 15609 |         | National Historic Site of Canada     | 1933 |       |
| F     | Lieu historique national du Canada de l'Ancien-Palais-de-Justice-de-Vancouver | Téléverser                                                                   | Vancouver    | 800 Hornby Street                           | 49.2832 -123.119 | 7439  | 1911    | National Historic Site of Canada     | 1980 |       |
| F     | Lieu historique national du Canada de l'Arrondissement-Historique-de-Gastown  | Lieu historique national du Canada de l'Arrondissement-Historique-de-Gastown | Vancouver    |                                             | 49.2833 -123.105 | 16124 | 1914    | National Historic Site of Canada     | 2009 |       |
| F     | Lieu historique national du Canada du Pont-Lions Gate                         | Lieu historique national du Canada du Pont-Lions Gate                        | Vancouver    |                                             | 49.3149 -123.138 | 11711 | 1938    | National Historic Site of Canada     | 2004 |       |
| M     | Lim Sai Hor Association Building                                              | Téléverser                                                                   | Vancouver    | 525 Carrall Street                          | 49.2802 -123.105 | 2809  | 1903    | Heritage Designation                 | 2003 |       |
| M     | Lipsett Building                                                              | Lipsett Building                                                             | Vancouver    | 66 Water Street                             | 49.2835 -123.106 | 2525  | 1906    | Heritage Designation                 | 2003 |       |
| M     | London Hotel                                                                  | Téléverser                                                                   | Vancouver    | 208 East Georgia Street                     | 49.2784 -123.099 | 7889  |         | Community Heritage Register          | 1986 |       |
| M     | Lord Kitchener Elementary School                                              | Téléverser                                                                   | Vancouver    | 4055 Blenheim Street                        | 49.2506 -123.18  | 11312 | 1914    | Community Heritage Register          | 1994 |       |
| M     | Lord Strathcona Community School                                              | Lord Strathcona Community School                                             | Vancouver    | 592 East Pender Street                      | 49.2798 -123.092 | 11304 | 1897    | Heritage Designation                 | 1974 |       |
| M     | Lord Tennyson Elementary School                                               | Téléverser                                                                   | Vancouver    | 1936 West 10th Avenue                       | 49.2623 -123.149 | 11305 | 1910    | Community Heritage Register          | 1994 |       |
| M     | Lovell Block                                                                  | Lovell Block                                                                 | Vancouver    | 131 Water Street                            | 49.2842 -123.107 | 2535  | 1889    | Heritage Designation                 | 2003 |       |
| M     | Lumbermen's Building                                                          | Téléverser                                                                   | Vancouver    | 509 Richards Street                         | 49.2833 -123.113 | 2048  | 1912    | Community Heritage Register          | 1994 |       |
| M     | MacMillan Bloedel Building                                                    | MacMillan Bloedel Building                                                   | Vancouver    | 1075 West Georgia Street                    | 49.2858 -123.122 | 8781  | 1969    | Community Heritage Register          | 1993 |       |
| M     | Magee House                                                                   | Téléverser                                                                   | Vancouver    | 6475 Balaclava Street                       | 49.2278 -123.176 | 10828 |         | Heritage Designation                 | 2006 |       |
| M     | Mah Society Building                                                          | Mah Society Building                                                         | Vancouver    | 137 East Pender Street                      | 49.2807 -123.101 | 7802  | 1913    | Heritage Designation                 | 2003 |       |
| M     | Malkin Building                                                               | Malkin Building                                                              | Vancouver    | 55 Water Street                             | 49.284 -123.105  | 2604  | 1907    | Heritage Designation                 | 2003 |       |
| M     | Manitoba Hotel                                                                | Téléverser                                                                   | Vancouver    | 50 West Cordova Street                      | 49.2825 -123.106 | 8561  | 1909    | Heritage Designation                 | 2003 |       |
| F     | Manège militaire                                                              | Téléverser                                                                   | Vancouver    | 620 Beatty Street                           | 49.2794 -123.111 | 4344  | 1902    | ÉFP reconnu                          | 1991 |       |
| F     | Manège militaire Bessborough                                                  | Manège militaire Bessborough                                                 | Vancouver    | 2025 West 11th Street                       | 49.2622 -123.151 | 9513  | 1933    | ÉFP reconnu                          | 1997 |       |
| F     | Manège militaire de Seaforth                                                  | Manège militaire de Seaforth                                                 | Vancouver    | 1650 Burrard Street                         | 49.2714 -123.144 | 9494  | 1936    | ÉFP reconnu                          | 1997 |       |
| M     | Maple Grove Elementary School                                                 | Téléverser                                                                   | Vancouver    | 6199 Cypress Street                         | 49.2299 -123.15  | 11306 | 1925    | Community Heritage Register          | 1994 |       |
| M     | Martin and Robertson Warehouse                                                | Téléverser                                                                   | Vancouver    | 311 Water Street                            | 49.2846 -123.109 | 2550  | 1898    | Heritage Designation                 | 2003 |       |
| M     | May Wah Hotel                                                                 | May Wah Hotel                                                                | Vancouver    | 258 East Pender Street                      | 49.2801 -123.098 | 7861  | 1913    | Heritage Designation                 | 2003 |       |
| M     | McBeth and Campbell Building                                                  | McBeth and Campbell Building                                                 | Vancouver    | 326 West Pender Street                      | 49.2822 -123.112 | 6843  | 1929    | Heritage Designation                 | 1998 |       |
| M     | McClary Manufacturing Company Building                                        | Téléverser                                                                   | Vancouver    | 305 Water Street                            | 49.2846 -123.109 | 2548  | 1897    | Heritage Designation                 | 2003 |       |
| M     | McConnell Block                                                               | Téléverser                                                                   | Vancouver    | 350 Water Street                            | 49.2844 -123.11  | 2556  | 1890    | Heritage Designation                 | 2003 |       |
| M     | McIntosh Block                                                                | Téléverser                                                                   | Vancouver    | 36 West Cordova Street                      | 49.2825 -123.106 | 8560  | 1890    | Heritage Designation                 | 2003 |       |
| M     | McKinnon House                                                                | Téléverser                                                                   | Vancouver    | 2628 West 5th Avenue                        | 49.2672 -123.165 | 11015 | 1914    | Heritage Designation                 | 2005 |       |
| M     | McLennan and McFeely Building                                                 | Téléverser                                                                   | Vancouver    | 55 East Cordova Street                      | 49.2826 -123.103 | 1174  | 1906    | Heritage Designation                 | 2003 |       |
| M     | McLennan and McFeely Building                                                 | Téléverser                                                                   | Vancouver    | 111 Water Street                            | 49.2842 -123.107 | 2527  | 1905    | Heritage Designation                 | 2003 |       |
| M     | McLuckie Warehouse                                                            | Téléverser                                                                   | Vancouver    | 353 Water Street                            | 49.2848 -123.11  | 2557  | 1902    | Heritage Designation                 | 2003 |       |
| M     | McPherson Building                                                            | McPherson Building                                                           | Vancouver    | 322 Water Street                            | 49.2842 -123.109 | 2551  | 1912    | Heritage Designation                 | 2003 |       |
| M     | Merchants Bank                                                                | Téléverser                                                                   | Vancouver    | 1 West Hastings Street                      | 49.2818 -123.105 | 1518  | 1913    | Heritage Designation                 | 2003 |       |
| M     | Ming Wo Building                                                              | Ming Wo Building                                                             | Vancouver    | 23 East Pender Street                       | 49.2807 -123.104 | 7833  | 1913    | Heritage Designation                 | 2003 |       |
| M     | Mission House                                                                 | Téléverser                                                                   | Vancouver    | 150 Alexander Street                        | 49.2838 -123.101 | 7951  | 1912    | Community Heritage Register          | 1986 |       |
| M     | Mission to Seafarers                                                          | Téléverser                                                                   | Vancouver    | 401 East Waterfront Road                    | 49.2859 -123.095 | 11155 | 1905    | Heritage Designation                 | 1974 |       |
| M     | Murrin Substation                                                             | Téléverser                                                                   | Vancouver    | 721 Main Street                             | 49.2782 -123.1   | 2748  | 1947    | Community Heritage Register          | 1986 |       |
| M     | Nagle Brothers Garage                                                         | Nagle Brothers Garage                                                        | Vancouver    | 12 Water Street                             | 49.2833 -123.105 | 2524  | 1930    | Heritage Designation                 | 2003 |       |
| M     | Nationalist League Building                                                   | Nationalist League Building                                                  | Vancouver    | 525 Gore Avenue                             | 49.2801 -123.098 | 2744  | 1920    | Heritage Designation                 | 2003 |       |
| M     | New Columbia Hotel                                                            | Téléverser                                                                   | Vancouver    | 303 Columbia Street                         | 49.2821 -123.102 | 7900  | 1920    | Community Heritage Register          | 1986 |       |
| M     | New Fountain Hotel                                                            | New Fountain Hotel                                                           | Vancouver    | 36 Blood Alley Square                       | 49.2829 -123.106 | 2532  | 1899    | Heritage Designation                 | 2003 |       |
| M     | News-Advertiser Building                                                      | News-Advertiser Building                                                     | Vancouver    | 303 West Pender Street                      | 49.2824 -123.111 | 7934  | 1907    | Community Heritage Register          | 1986 |       |
| M     | Nichol House                                                                  | Nichol House                                                                 | Vancouver    | 1402 McRae Avenue                           | 49.2565 -123.137 | 11159 | 1913    | Heritage Designation                 | 2008 |       |
| M     | Oppenheimer Building                                                          | Téléverser                                                                   | Vancouver    | 100 Powell Street                           | 49.283 -123.102  | 7880  | 1886    | Heritage Designation                 | 2003 |       |
| M     | Opsal Steel Building                                                          | Téléverser                                                                   | Vancouver    | 97 East 2nd Avenue                          | 49.2695 -123.103 | 11018 | 1918    | Community Heritage Register          | 1994 |       |
| M     | Orange Hall                                                                   | Téléverser                                                                   | Vancouver    | 341 Gore Avenue                             | 49.2816 -123.098 | 8554  | 1907    | Community Heritage Register          | 1994 |       |
| M     | Pacific Transfer Company Building                                             | Téléverser                                                                   | Vancouver    | 120 East Cordova Street                     | 49.2821 -123.102 | 2741  | 1901    | Community Heritage Register          | 1986 |       |
| M     | Pantages Theatre                                                              | Téléverser                                                                   | Vancouver    | 144 East Hastings Street                    | 49.2811 -123.101 | 8284  | 1906    | Community Heritage Register          | 1994 |       |
| F     | Parc Stanley                                                                  | Parc Stanley                                                                 | Vancouver    | Georgia Street                              | 49.3022 -123.142 | 12546 |         | LHN                                  | 1988 |       |
| M     | Pender Hotel                                                                  | Téléverser                                                                   | Vancouver    | 31 West Pender Street                       | 49.2811 -123.106 | 7742  | 1913    | Community Heritage Register          | 1994 |       |
| M     | Pennsylvania Hotel                                                            | Pennsylvania Hotel                                                           | Vancouver    | 412 Carrall Street                          | 49.2811 -123.104 | 5095  | 1906    | Heritage Designation                 | 2003 |       |
| M     | Phoenix Hotel                                                                 | Téléverser                                                                   | Vancouver    | 237 East Hastings Street                    | 49.2816 -123.099 | 8501  | 1908    | Community Heritage Register          | 1994 |       |
| M     | Pither & Leiser Building                                                      | Pither & Leiser Building                                                     | Vancouver    | 165 Water Street                            | 49.2845 -123.108 | 2538  | 1906    | Heritage Designation                 | 2003 |       |
| M     | Prince Rupert Meat Company Building                                           | Prince Rupert Meat Company Building                                          | Vancouver    | 73 Water Street                             | 49.2841 -123.106 | 2526  | 1912    | Heritage Designation                 | 2003 |       |
| M     | Province Building                                                             | Téléverser                                                                   | Vancouver    | 198 West Hastings Street                    | 49.2821 -123.109 | 8683  | 1909    | Community Heritage Register          | 1994 |       |
| F     | Quartier chinois de Vancouver                                                 | Quartier chinois de Vancouver                                                | Vancouver    | Rue Pender                                  | 49.2859 -123.117 | 18742 |         | LHN                                  | 2011 |       |
| M     | Queen Elizabeth Elementary School                                             | Téléverser                                                                   | Vancouver    | 4102 West 16th Avenue                       | 49.2573 -123.2   | 10628 | 1940    | Community Heritage Register          | 1994 |       |
| M     | Queen Elizabeth Theatre                                                       | Queen Elizabeth Theatre                                                      | Vancouver    | 688 Hamilton Street                         | 49.2802 -123.113 | 8921  | 1959    | Community Heritage Register          | 1996 |       |
| M     | Queen Mary Elementary School                                                  | Téléverser                                                                   | Vancouver    | 2000 Trimble Street                         | 49.2678 -123.205 | 11314 | 1914    | Community Heritage Register          | 1994 |       |
| M     | Rainier Hotel                                                                 | Téléverser                                                                   | Vancouver    | 309 Carrall Street                          | 49.2822 -123.105 | 2803  | 1907    | Heritage Designation                 | 2003 |       |
| M     | Rainsford and Co. Warehouse                                                   | Rainsford and Co. Warehouse                                                  | Vancouver    | 115 Water Street                            | 49.2842 -123.107 | 2534  | 1923    | Heritage Designation                 | 2003 |       |
| M     | Ralph Block                                                                   | Téléverser                                                                   | Vancouver    | 126 West Hastings Street                    | 49.2819 -123.108 | 8624  | 1899    | Community Heritage Register          | 1986 |       |
| M     | Ramsay Brothers and Company Warehouse                                         | Téléverser                                                                   | Vancouver    | 992 Powell Street                           | 49.2825 -123.083 | 11156 | 1912    | Community Heritage Register          | 1994 |       |
| M     | Rand House                                                                    | Téléverser                                                                   | Vancouver    | 995 Bute Street                             | 49.2841 -123.13  | 10962 | 1896    | Heritage Designation                 | 2004 |       |
| M     | Rees & Higgins Block                                                          | Téléverser                                                                   | Vancouver    | 238 Abbott Street                           | 49.2831 -123.106 | 6316  | 1889    | Heritage Designation                 | 1974 |       |
| M     | Regal Place                                                                   | Téléverser                                                                   | Vancouver    | 146 West Hastings Street                    | 49.282 -123.109  | 8679  | 1908    | Community Heritage Register          | 1994 |       |
| M     | Regent Hotel                                                                  | Téléverser                                                                   | Vancouver    | 160 East Hastings Street                    | 49.2811 -123.101 | 8286  | 1913    | Community Heritage Register          | 1994 |       |
| M     | Riggs-Selman Building                                                         | Riggs-Selman Building                                                        | Vancouver    | 319 West Pender Street                      | 49.2826 -123.111 | 6509  | 1908    | Community Heritage Register          | 1994 |       |
| M     | Roberts Block                                                                 | Roberts Block                                                                | Vancouver    | 311 West Pender Street                      | 49.2825 -123.111 | 7935  | 1908    | Community Heritage Register          | 1986 |       |
| M     | Roberts Building                                                              | Roberts Building                                                             | Vancouver    | 18-20 Water Street                          | 49.2833 -123.105 | 2344  | 1911    | Heritage Designation                 | 2003 |       |
| M     | Robinson Block                                                                | Robinson Block                                                               | Vancouver    |                                             | 49.2834 -123.105 | 1172  | 1889    | Heritage Designation                 | 2003 |       |
| M     | Roosevelt Hotel                                                               | Téléverser                                                                   | Vancouver    | 166 East Hastings Street                    | 49.2811 -123.101 | 8290  | 1911    | Community Heritage Register          | 1994 |       |
| M     | Royal Bank of Canada                                                          | Royal Bank of Canada                                                         | Vancouver    | 400 Main Street                             | 49.2811 -123.099 | 2747  | 1907    | Community Heritage Register          | 1986 |       |
| M     | Royal Bank of Canada, West Hastings Branch                                    | Royal Bank of Canada, West Hastings Branch                                   | Vancouver    | 400 West Hastings Street                    | 49.2833 -123.111 | 7928  | 1903    | Heritage Designation                 | 1986 |       |
| M     | Runkle Block                                                                  | Téléverser                                                                   | Vancouver    | 247 Abbott Street                           | 49.2831 -123.107 | 2504  | 1911    | Heritage Designation                 | 2003 |       |
| M     | Saba Residence                                                                | Téléverser                                                                   | Vancouver    | 2870 West 47th Avenue                       | 49.2291 -123.17  | 8783  | 1947    | Community Heritage Register          | 1996 |       |
| M     | Safeway Store                                                                 | Téléverser                                                                   | Vancouver    | 8555 Granville Street                       | 49.2094 -123.141 | 8922  | 1966    | Community Heritage Register          | 1996 |       |
| M     | Salvation Army Temple                                                         | Téléverser                                                                   | Vancouver    | 301 East Hastings Street                    | 49.2816 -123.097 | 8509  | 1949    | Community Heritage Register          | 1994 |       |
| M     | Sam Kee Building                                                              | Téléverser                                                                   | Vancouver    | 8 West Pender Street                        | 49.2804 -123.105 | 2814  | 1913    | Heritage Designation                 | 2003 |       |
| M     | Second Rogers Block                                                           | Téléverser                                                                   | Vancouver    | 412 West Hastings Street                    | 49.2834 -123.112 | 7931  | 1899    | Community Heritage Register          | 1986 |       |
| M     | Shamrock Hotel                                                                | Téléverser                                                                   | Vancouver    | 635 East Hastings Street                    | 49.2815 -123.091 | 8513  | 1912    | Community Heritage Register          | 1994 |       |
| M     | Shannon                                                                       | Téléverser                                                                   | Vancouver    | 7101 Granville Street                       | 49.2202 -123.142 | 10922 | 1925    | Heritage Designation                 | 1974 |       |
| M     | Shelly Building                                                               | Téléverser                                                                   | Vancouver    | 119 West Pender Street                      | 49.2815 -123.108 | 7748  | 1911    | Community Heritage Register          | 1994 |       |
| M     | Simpson House                                                                 | Téléverser                                                                   | Vancouver    | 5825 Carnarvon Street                       | 49.2336 -123.173 | 10920 | 1919    | Community Heritage Register          | 1994 |       |
| M     | Skinner Block                                                                 | Téléverser                                                                   | Vancouver    | 319 West Hastings Street                    | 49.2832 -123.11  | 7948  | 1898    | Community Heritage Register          | 1986 |       |
| M     | Springer and Van Bramer Block                                                 | Springer and Van Bramer Block                                                | Vancouver    | 301 West Cordova Street                     | 49.2839 -123.109 | 2519  | 1888    | Heritage Designation                 | 2003 |       |
| F     | St. Roch                                                                      | St. Roch                                                                     | Vancouver    | 1905 Ogden Avenue                           | 49.2774 -123.147 | 9159  | 1928    | LHN                                  | 1962 |       |
| M     | Storey and Campbell Warehouse                                                 | Téléverser                                                                   | Vancouver    | 518 Beatty Street                           | 49.2808 -123.109 | 7721  | 1911    | Heritage Designation                 | 1994 |       |
| M     | Stratford Hotel                                                               | Téléverser                                                                   | Vancouver    | 609 Gore Avenue                             | 49.2792 -123.097 | 2745  | 1912    | Community Heritage Register          | 1986 |       |
| M     | Sun Ah Hotel                                                                  | Sun Ah Hotel                                                                 | Vancouver    | 100 East Pender Street                      | 49.2802 -123.102 | 7761  | 1912    | Heritage Designation                 | 2003 |       |
| M     | Sun Tower                                                                     | Sun Tower                                                                    | Vancouver    | 100 West Pender Street                      | 49.281 -123.108  | 5971  | 1912    | Heritage Designation                 | 1974 |       |
| M     | Swift Canadian Packing House and Office Building                              | Swift Canadian Packing House and Office Building                             | Vancouver    | 21 Water Street                             | 49.2838 -123.105 | 2523  | 1912    | Heritage Designation                 | 2003 |       |
| M     | Taylor Building                                                               | Taylor Building                                                              | Vancouver    | 310 Water Street                            | 49.2842 -123.109 | 2549  | 1911    | Heritage Designation                 | 2003 |       |
| M     | Taylor Manor                                                                  | Téléverser                                                                   | Vancouver    | 951 Boundary Road                           | 49.2767 -123.025 | 10959 |         | Heritage Designation                 | 1993 |       |
| M     | Templeton Building                                                            | Téléverser                                                                   | Vancouver    | 9 East Hastings Street                      | 49.2816 -123.104 | 8270  |         | Heritage Designation                 | 2003 |       |
| M     | Templeton Secondary School                                                    | Téléverser                                                                   | Vancouver    | 727 Templeton Drive                         | 49.2783 -123.061 | 11309 | 1928    | Community Heritage Register          | 1994 |       |
| M     | Terminus Hotel                                                                | Terminus Hotel                                                               | Vancouver    | 28-38 Water Street                          | 49.2834 -123.105 | 1525  | 1901    | Heritage Designation                 | 2003 |       |
| M     | The Barn                                                                      | The Barn                                                                     | Vancouver    | 2237 East Pender Street                     | 49.2805 -123.059 | 10960 |         | Heritage Revitalization Agreement    | 1997 |       |
| M     | The Homer                                                                     | The Homer                                                                    | Vancouver    | 337 Smithe Street                           | 49.2785 -123.118 | 11021 | 1913    | Community Heritage Register          | 1994 |       |
| M     | The Shirley Houses                                                            | The Shirley Houses                                                           | Vancouver    | 73-91 East 27th Avenue                      | 49.2475 -123.104 | 11256 | 1913    | Heritage Designation                 | 2006 |       |
| F     | Théâtre Orpheum                                                               | Théâtre Orpheum                                                              | Vancouver    | 884 Granville Street                        | 49.2805 -123.121 | 7645  | 1927    | LHN                                  | 1979 |       |
| F     | Théâtre Vogue                                                                 | Théâtre Vogue                                                                | Vancouver    | 918 Granville Street                        | 49.2799 -123.123 | 5117  | 1941    | LHN                                  | 1993 |       |
| M     | Thompson Rooming House                                                        | Thompson Rooming House                                                       | Vancouver    | 110 Water Street                            | 49.2837 -123.107 | 2533  | 1913    | Heritage Designation                 | 2003 |       |
| M     | Tiedemann Block                                                               | Tiedemann Block                                                              | Vancouver    | 440 West Pender Street                      | 49.283 -123.113  | 7941  | 1910    | Community Heritage Register          | 1986 |       |
| M     | Trafalgar Elementary School                                                   | Téléverser                                                                   | Vancouver    | 4170 Trafalgar Street                       | 49.2502 -123.164 | 10627 | 1950    | Community Heritage Register          | 1996 |       |
| M     | Tweedale Block                                                                | Tweedale Block                                                               | Vancouver    | 341 East Hastings Street                    | 49.2816 -123.097 | 8510  |         | Community Heritage Register          | 1994 |       |
| M     | Twigge Block                                                                  | Twigge Block                                                                 | Vancouver    | 141 Water Street                            | 49.2844 -123.108 | 2536  | 1898    | Heritage Designation                 | 2003 |       |
| M     | Union Bank of Canada                                                          | Téléverser                                                                   | Vancouver    | 93 West Cordova Street                      | 49.2831 -123.107 | 2518  | 1911    | Heritage Designation                 | 2003 |       |
| M     | Unitarian Church of Vancouver                                                 | Téléverser                                                                   | Vancouver    | 949 West 49th Avenue                        | 49.227 -123.128  | 8923  | 1964    | Community Heritage Register          | 1993 |       |
| M     | United Rooms                                                                  | Téléverser                                                                   | Vancouver    | 139 East Cordova Street                     | 49.2826 -123.101 | 7910  |         | Community Heritage Register          | 1986 |       |
| M     | Vancouver Block                                                               | Vancouver Block                                                              | Vancouver    | 736 Granville Street                        | 49.2818 -123.119 | 10821 | 1912    | Heritage Designation                 | 2006 |       |
| M     | Vancouver Board of Parks and Recreation Offices                               | Téléverser                                                                   | Vancouver    | 2099 Beach Avenue                           | 49.2909 -123.146 | 8824  | 1962    | Community Heritage Register          | 1993 |       |
| M     | Vancouver Club                                                                | Vancouver Club                                                               | Vancouver    | 915 West Hastings Street                    | 49.287 -123.116  | 10864 | 1914    | Heritage Designation                 | 1974 |       |
| M     | Vancouver Gas Company Warehouse                                               | Téléverser                                                                   | Vancouver    | 135 Keefer Street                           | 49.2798 -123.101 | 2049  | 1910    | Community Heritage Register          | 2007 |       |
| M     | Vancouver Labour Temple                                                       | Téléverser                                                                   | Vancouver    | 411 Dunsmuir Street                         | 49.282 -123.114  | 10664 | 1912    | Community Heritage Register          | 1994 |       |
| M     | Vancouver Museum and H.R. MacMillan Space Centre                              | Vancouver Museum and H.R. MacMillan Space Centre                             | Vancouver    | 1100 Chestnut Street                        | 49.2757 -123.143 | 8920  | 1968    | Community Heritage Register          | 1996 |       |
| M     | Vancouver Public Safety Building                                              | Téléverser                                                                   | Vancouver    | 312 Main Street                             | 49.282 -123.099  | 8782  | 1953    | Community Heritage Register          | 1996 |       |
| M     | Vancouver Vocational Institute                                                | Vancouver Vocational Institute                                               | Vancouver    | 250 West Pender Street                      | 49.2813 -123.111 | 8924  | 1950    | Community Heritage Register          | 1996 |       |
| M     | Victoria Block                                                                | Téléverser                                                                   | Vancouver    | 350 West Pender Street                      | 49.2825 -123.112 | 7936  | 1908    | Community Heritage Register          | 1986 |       |
| M     | Victoria House                                                                | Téléverser                                                                   | Vancouver    | 514 Homer Street                            | 49.2824 -123.112 | 7933  | 1897    | Community Heritage Register          | 1986 |       |
| M     | Victory Square Park                                                           | Victory Square Park                                                          | Vancouver    | 200 West Hastings Street                    | 49.2822 -123.11  | 11191 | 1924    | Community Heritage Register          | 1994 |       |
| M     | Villa del Lupo Restaurant                                                     | Villa del Lupo Restaurant                                                    | Vancouver    | 869 Hamilton Street                         | 49.2782 -123.117 | 11160 |         | Community Heritage Register          | 1994 |       |
| M     | Washington Hotel                                                              | Téléverser                                                                   | Vancouver    | 177 East Hastings Street                    | 49.2817 -123.1   | 8289  | 1912    | Heritage Designation                 | 1994 |       |
| M     | Westcoast Transmission Building                                               | Téléverser                                                                   | Vancouver    | 1333 West Georgia Street                    | 49.289 -123.127  | 8780  | 1969    | Community Heritage Register          | 1996 |       |
| M     | Western Canada Building                                                       | Western Canada Building                                                      | Vancouver    | 416 West Pender Street                      | 49.2828 -123.113 | 7939  | 1914    | Community Heritage Register          | 1986 |       |
| M     | William Dick Building                                                         | Téléverser                                                                   | Vancouver    | 379 West Hastings Street                    | 49.2835 -123.11  | 7930  | 1926    | Community Heritage Register          | 1986 |       |
| M     | Wing Sang Building                                                            | Wing Sang Building                                                           | Vancouver    | 51 East Pender Street                       | 49.2807 -123.103 | 7835  | 1889    | Heritage Designation                 | 2003 |       |
| M     | Wright Building                                                               | Téléverser                                                                   | Vancouver    | 52 East Hastings Street                     | 49.2811 -123.103 | 8282  | 1909    | Community Heritage Register          | 1994 |       |
| M     | Yale Hotel                                                                    | Téléverser                                                                   | Vancouver    | 1300 Granville Street                       | 49.2758 -123.128 | 10823 | 1889    | Community Heritage Register          | 1994 |       |
| M     | Yue Shan Society Buildings                                                    | Yue Shan Society Buildings                                                   | Vancouver    | 33 East Pender Street                       | 49.2807 -123.103 | 11192 | 1889    | Heritage Designation                 | 2003 |       |